# Tatsu
Tatsu (japanisch für: „Drache“) in Six Flags Magic Mountain (Valencia, Kalifornien, USA) ist eine Stahlachterbahn vom Modell Flying Coaster des Herstellers Bolliger & Mabillard, die am 13. Mai 2006 eröffnete.
Das Layout entspricht nicht wie in den drei Schwesterparks Over Georgia, Great Adventure und Great America dem Superman-Layout, sondern wurde speziell für Magic Mountain entworfen. Der Pretzel-Loop ist mit seiner Höhe von 38 m 17 Meter höher als die Pretzel Loops auf den anderen Flying Coasters des Herstellers.

## Allgemeines

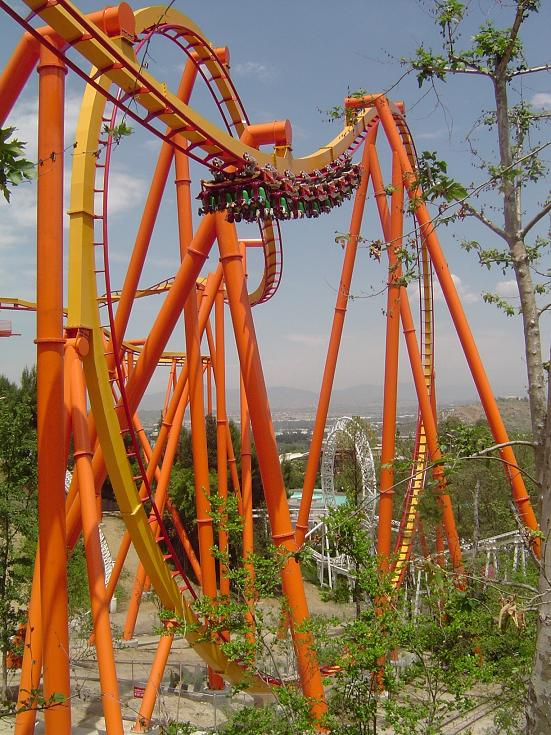

Nachdem die Fahrgäste angeschnallt worden sind, werden die Wagen um 90° gedreht, so dass die Personen auf dem Bauch liegend Richtung Boden sehen. In dieser Position befinden sich die Fahrgäste die ganze Fahrt über. Die 1097,9 m lange Strecke führt über vier Bereiche des Parks und hat einen Höhenunterschied von 80 Meter. Die Höchstgeschwindigkeit der Bahn beträgt 99,8 km/h. Sie brach mit ihrem 37,8 m hohen Pretzel-Loop den Weltrekord für den höchsten Pretzel-Loop.
Die Fahrt auf Tatsu dauert 3,5 Minuten, davon etwas mehr als eine Minute in fliegender Position. Die Kapazität der Bahn liegt bei 1600 Personen pro Stunde. Es besteht die Möglichkeit, zwei Züge gleichzeitig mit Fahrgästen zu beladen. Genauso wie Kingda Ka in Six Flags Great Adventure wurden auch bei Tatsu Weichen am Anfang und am Ende der Station verbaut. Der Boden der Station hat ein besonderes Design, wodurch bewegliche Böden nicht mehr gebraucht werden, wie sie bei älteren Flying Coasters von B&M eingesetzt wurden. Der Boden unter jedem Sitz ist vertieft, wodurch es möglich ist, die Wagen um 90° zu drehen mit ausreichend Platz für die Füße der Fahrgäste. Der Boden zwischen den einzelnen Wagen ist jedoch in derselben Höhe wie der Rest der Station, wodurch es für die Fahrgäste besonders einfach ist, im Sitz Platz zu nehmen.
- Die Show Who Wants To Be A Superhero? verwendete TatsuSubscript text in der dritten Folge der zweiten Staffel.
- Die MTV-Serie Next zeigte Aufnahmen von zwei Kandidaten, die Tatsu fuhren.
- Mega Builders des Discovery Channels zeigte eine Dokumentation über den Bau von Tatsu.

## Züge

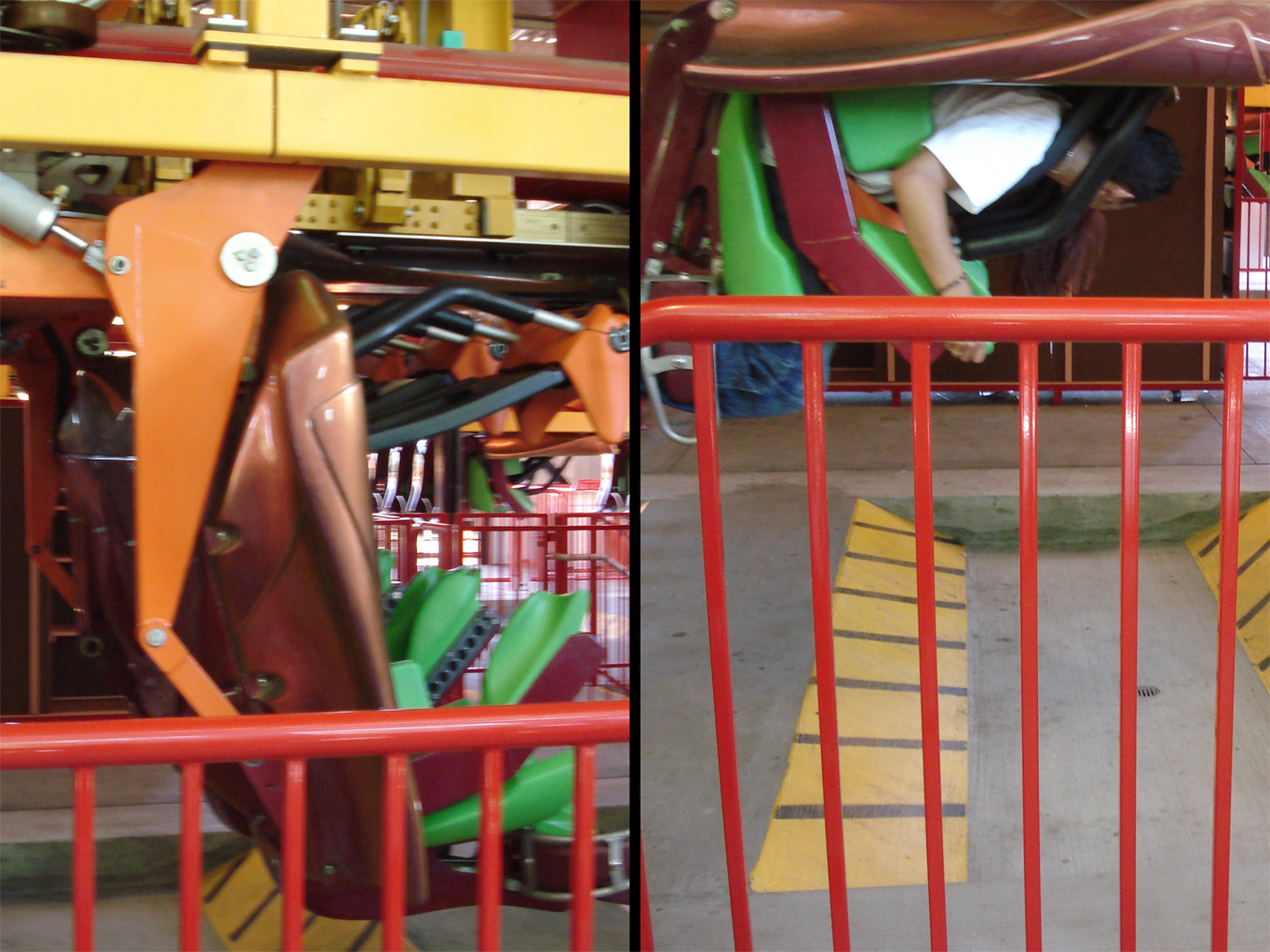
Links: Die Sitze in der Normallage,
Rechts: Die Sitze in der fliegenden Position

Tatsu besitzt drei Züge mit jeweils acht Wagen. In jedem Wagen können vier Personen (eine Reihe à vier Personen) Platz nehmen. Die Fahrgäste müssen mindestens 1,37 m groß sein, um mitfahren zu dürfen.